# La Lola se va a los puertos (ópera)
Lola se va a los puertos es una zarzuela en tres actos con música de Ángel Barrios a partir de una obra de teatro de los hermanos Manuel y Antonio Machado, con adaptación del texto a cargo del hermanos Guillermo y Rafael Fernández-Shaw Iturralde. Fue estrenada en formato de zarzuela el 19 de octubre de 1951 en el Teatro Albéniz de Madrid y en formato de ópera el 17 de diciembre de 1955 al Gran Teatro del Liceo de Barcelona.

## Contexto
El 8 de noviembre de 1929 los hermanos Antonio y Manuel Machado estrenaron en el Teatro Fontalba de Madrid la obra de teatro La Lola se va a los puertos, con los actores principales Lola Membrives y Ricardo Puga. Parece ser que Ángel Barrios empezó la composición de la zarzuela hacia 1932, sobre la obra teatral de los hermanos Machado y con la colaboración de los hermanos Fernández-Shaw. La zarzuela había sido galardonada en 1950, antes de su estreno, con el premio Nacional de Obras Líricas del Ministerio de Educación español. Al poco del estreno como zarzuela, los diarios informaban que ya se había compuesto la versión operística, que tenía que haber sido estrenada, según indicaban, en 1953 en el Liceo de Barcelona. De hecho no llegó al teatro barcelonés hasta finales de 1955.
La zarzuela fue estrenada por la Compañía Guerrero, del músico Jacinto Guerrero. El músico falleció poco antes del estreno (el 15 de septiembre de 1951), un hecho que puso en riesgo la producción. Se hizo cargo de la compañía Inocencio Guerrero, hermano del músico y hombre dedicado a la cinematografía, director del Cine Coliseum de Madrid.
La obra coexistió en escena con la película homónima de 1947, basada en la misma obra de los hermanos Machado, rodada con la popular Juanita Reina como protagonista bajo la dirección de Juan de Orduña, primo hermano de los hermanos Guillermo y Rafael Fernández-Shaw. Esta película había llevado a su protagonista, que tenía 22 años cuando la rodó, a la fama.

## Personajes e intérpretes
| Papel                                 | Tesitura | Intérprete, estreno de la zarzuela (19 de octubre de 1951) Dir.: Agustín Moreno Pavón | Intérprete, estreno de la ópera (17 de diciembre de 1955) Dir.: Rafael Pozo |
| ------------------------------------- | -------- | ------------------------------------------------------------------------------------- | --------------------------------------------------------------------------- |
| Lola, cantaora                        | soprano  | Dolores Pérez (Lily Berchman) Matilde Vázquez                                         | Toñy Rosado                                                                 |
| Rosario, joven prometida de José Luis | soprano  | Pilar Lorengar                                                                        | María Teresa Marquínez                                                      |
| Mercedes, casera                      |          |                                                                                       | Pilar Torres                                                                |
| José Luis, hijo de Don Diego          | tenor    | Luis Sánchez Cano                                                                     | Carlos Munguía                                                              |
| Heredia, guitarrista                  | barítono | Sebastián Gonzalo Rodríguez (Chano Gonzalo) Pedro Terol                               | Manuel Ausensi                                                              |
| Don Diego, amo del cortijo            | bajo     | Joaquín Deus                                                                          | Joaquín Deus                                                                |
| Paco, casero                          |          |                                                                                       | Dídac Monjo                                                                 |
| Don Narciso                           |          |                                                                                       | Juan Martín                                                                 |
| Baena                                 |          |                                                                                       | Esteban Recasens                                                            |
| Cantaor                               |          |                                                                                       | Juan Rico                                                                   |
| Chipiona                              |          |                                                                                       | Francesc Paulet                                                             |
| El del Arenal                         |          |                                                                                       | Josep Viñes                                                                 |
| Panzatriste                           |          |                                                                                       | Enrique Esteban                                                             |
| Cantaora                              |          |                                                                                       | Josefina Navarro                                                            |

## Argumento[12]

### Acto I
Lugar: un cortijo cerca de Sevilla
Sala baja de un cortijo andaluz. Es el día siguiente de una fiesta y la sala muestra todavía los restos de la fiesta: flores, copas y botellas. Paco y Mercedes, los caseros, limpian la sala mientras comentan la fiesta de la noche pasada, organizada por Don Diego, el amo. Llega en aquel momento Don Diego con los cantaores y el guitarrista de la fiesta, sin Lola. Don Diego se muestra muy interesado en Lola, haciéndole preguntas a Heredia, el guitarrista, sobre Lola. Heredia responde que ante todo, Lola es "cante jondo con faldas". Llega entonces Lola y urge Heredia a preparar el regreso hacia Sevilla. Heredia sale de escena.
Don Diego ofrece a Lola permanecer en el cortijo con él, ofreciéndole todo lo que cree que ella más puede desear. Pero Lola quiere vivir libre (canción El corazón de Lola nadie lo puede comprar). Se resigna Don Diego, que sale a encargarse de que se hagan los trabajos del cortijo. Los caseros hablan entonces a Lola del hijo de Don Diego, José Luis, de quien dicen maravillas. Llega justamente la novia de José Luis, Rosario, que quiere conocer a Lola. La conversación entre ellas no es cordial, la señorita desprecia el cante jondo y a la cantaora le ofende este desprecio. En este punto llegan José Luis y Heredia. El hijo del amo queda desde el primer momento impresionado por Lola, sin ningún disimulo. Rosario, que lo ve, quiere marchar enseguida, pero José Luis desea escuchar a Heredia y a Lola antes de marchar. Rosario consigue ofender nuevamente a Lola, quien decide marcharse sin cantar. Cuando sale, entra Don Diego, que al verla así piensa que ha sido su hijo quién la ha ofendido, pero todo queda claro enseguida. Al final, Lola canta ante el entusiasmo de padre e hijo. Marchan Heredia y Lola después, mientras ella tararea El corazón de Lola...

### Acto II
Lugar: jardín de una venta sevillana, a la vera del río Guadalquivir.
Heredia afina su guitarra mientras tararea una canción (Mujer, quien dijo mujer dijo ciclón y tormenta). Llega Lola y Heredia le dice que piensa que tendrían que marchar hacia Cádiz, a Sanlúcar, donde a buen seguro estarán lejos de la tormenta (problemas) que él cree que sobrevendrán en Sevilla. Mientras hablan llega Rosario, celosa al no encontrar a José Luis, suponiendo que él debe de estar con Lola. Convencida de que Lola es ahora la amante de José Luis, apunta a la cantaora con una pequeña pistola, que Lola le arrebata para a continuación proclamar que ella solo tiene como amante el cante y que no puede tener ninguno más. Rosario pide perdón a Lola y marchan ambas de escena. Entra José Luis cuando ellas marchan y explica a Heredia que está enamorado de Lola, la cual vuelve al cabo de unos momentos, retirándose entonces Heredia. José Luis proclama su amor apasionadamente a Lola. Ella se resiste a ceder y le responde que tiene que ser Rosario, y no ella, el objeto de su amor.
Mientras tanto, llegan Don Diego y unos amigos a la venta, a un sitio cercano a donde se encuentran José Luis y Lola, pero sin que se vean entre ellos. Don Diego explica que está preparando una fiesta en la cual pienso conquistar definitivamente a Lola. Les hace ver la joya que ha comprado para ella y habla con desprecio de su hijo José Luis. Llega Heredia al comedor y empiezan los cantes y los bailes. Don Narciso, amigo de Don Diego, canta y danza, y con él un grupo de chicas contratadas por Don Diego. Entra Lola, y baila también, observando como llega José Luis y se acerca al grupo del padre. Cuando éste le ve le quiere echar, pero Lola pone paz entre padre e hijo. Llega Rosario y entran unos camareros con champán y Don Diego brinda por Lola mientras le entrega la diadema de brillantes que le ha comprado. Lola entrega enseguida la joya a Rosario, ante la indignación de Don Diego, como regalo por su futura boda con José Luis. Padre e hijo vuelven a enfrentarse y uno de los convidados desprecia gravemente a Lola diciendo que es una mujer "harta de rodar". Entonces Heredia, cansado ya de aquella pandilla de gente, interviene y arrastra fuera a Lola, que no duda en seguir el guitarrista. Todos comprenden que el único amor de Lola es Heredia. Ella marcha cantando Paso a Lola, que ya Sevilla se queda sola.

## Discografía
- 1952: Dolores Pérez (Lily Berchman), Pilar Lorengar, Joaquim Deus y Enrique de la Vara (selección). Dirección Rafael Martínez del Castillo. Columbia.